# Fehérajkú bambuszvipera

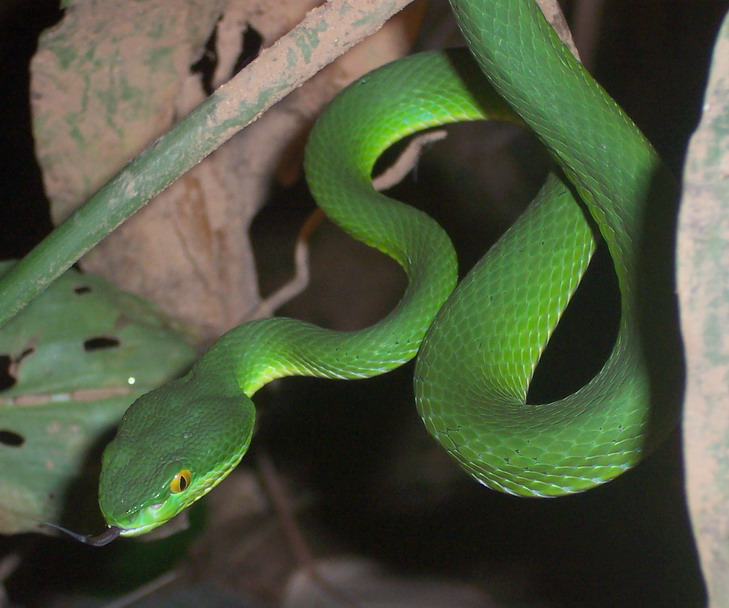
Trimeresurus albolabris Jáva szigetéről

A fehérajkú bambuszvipera (Trimeresurus albolabris) a hüllők (Reptilia) osztályának a pikkelyes hüllők (Squamata) rendjébe sorolt viperafélék (Viperidae) családjában és a gödörkésarcú viperák (Crotalinae) alcsalád egyik faja.

## Származása, elterjedése
Hátsó-Indiában és környékén (Banglades, India, Indonézia, Laosz, Mianmar, Kína, Jáva, Thaiföld és Vietnám), valamint Szumátra és Jáva szigetein él.

## Megjelenése, felépítése
Élénkzöld. Farka hátoldalának közepén széles, vörös sáv húzódik. A hímek hasán fehér vonal fut végig; ez a nőstényekről hiányzik. Nevével ellentétben ennek a kígyónak az ajka éppen zöld, viszont a torka és a hasa fehér. Testpikkelyei erősen ormósak, haspajzsa széles, ezek részben átfedik egymást. Szeme általában narancssárga, a pupillája függőleges. A szem és az orr között van a hőérzékelő szerv nagy gödre.
Az ivarérett példányok mintegy 60–100 cm hosszúak.

## Életmódja, élőhelye
Főleg nyílt erdőkben és erdős hegyoldalakon lelhető fel. Fák ágain és bokrokon lesi áldozatait, jellemzően körülbelül 2 méter magasan. Rendszerint éjjel aktív.
Elsősorban rágcsálókat és békákat fogyaszt, de megeszi a kisebb madarakat és más hüllőket is.

## Mérge
Az ázsiai gödörkésarcú viperák méregfoga csöves. Mérgük elsősorban a zsákmányállat megbénítását–megölését szolgálja, védekező szerepe másodlagos. Mérgük főleg a hemotoxinokat tartalmaz. Ezek a vér alakos elemeit károsítják, továbbá feloldják az érfalakat és a vértestecskéket; véralvadásgátlók és -fokozók egyaránt lehetnek. A megmart áldozatot célszerű orvoshoz vinni.

### Szaporodása
Elevenszülő, rendszerint 15–25 ivadéka van. A fiatalok eléggé nehézkesen kezdenek el táplálkozni, nagyjából életük hatodik hetére válnak biztosan önellátóvá.
Már a kicsik is nagyon gyorsan mozognak, és ha fenyegetve érzik magukat, marhatnak is.

## Tartása
A 85/2015. (XII. 17.) FM rendelet szerint veszélyes veszélyes állat, amelynek tartása engedélyköteles.
Speciális, magas terráriumot igényel (80x60xa120) mászásra és pihenésre alkalmas ágakkal. A környezetét utánzó valódi vagy műnövényeket is használhatunk. Ajánlott a vizestál még úgy is, hogy az állat rendszerint nem iszik belőle. Célszerű a terráriumát hetente többször langyos vízzel bepermetezni. Könnyen elfogadja a táplálékot; ajánlott eledelei kistestű, leölt laboratóriumi rágcsálók. Ideális a 70-80% páratartalom 26–28 °C nappali hőmérséklettel, ami a napozóhelyén akár 32 °C is lehet. A jó éjjeli hőmérséklet 22–24 °C, 80–90% páratartalommal .